# Медаль «За поранення» (Хорватія)
Медаль «За поранення» (хорв. Ranjenička kolajna) — нагорода Незалежної держави Хорватія, затверджена поглавником Анте Павеличем 8 квітня 1943 року.

## Опис
Медаль має круглу форму діаметром 32 мм. На аверсі — рельєфне зображення хорватського трилисника, з накладеними на нього двома схрещеними мечами. Нижче розташована емблема усташів. У верхній частині аверсу півколом опуклий напис великими літерами ZA POGLAVNIKA I ZA DOM (За поглавника і Батьківщину). У нижній частині, лівіше і правіше емблеми зображене дубове листя.
Зворотня сторона: всередині орнаменту в центральній частині медалі — герб Хорватії з емблемою усташів над ним, а також написи PRIZNANJE DOMOVINE (Вдячна вітчизна) вище них і 1942 — нижче..
Існували два ступіні медалі: залізна за поранення середньої тяжкості і «золота» (позолочена), що видавалася за важкі поранення, або близьким родичам загиблих в бою чи померлих від ран.
Медаль носилася на трикутній колодці зі стрічки шириною 40 міліметрів з 6-мм білими смугами по краях, і 1-3 синіми смужками в центрі (в залежності від кількості поранень) на тлі поперечних поперемінно розташованих червоно-білих смужок.
Мініатюрний позолочений дубовий вінок кріпився на стрічку при більшій кількості поранень..